# Шандор Матраї
Шандор Матраї (угор. Mátrai Sándor, нар. 20 листопада 1932, Надьсенаш — пом. 29 травня 2002, Будапешт) — угорський футболіст, що грав на позиції захисника. Футболіст року в Угорщині (1965).
Виступав, зокрема, за клуб «Ференцварош», а також національну збірну Угорщини.

## Клубна кар'єра
У дорослому футболі дебютував 1953 року виступами за команду «Ференцварош», в якій провів чотирнадцять сезонів, взявши участь у 356 матчах чемпіонату. Більшість часу, проведеного у складі «Ференцвароша», був основним гравцем захисту команди. За цей час тричі виборював титул чемпіона Угорщини, ставав володарем Кубка ярмарків та Кубка Угорщини.
Завершив професійну ігрову кар'єру у клубі «Егітертеш», за який виступав протягом 1968—1969 років.
Помер 29 травня 2002 року на 70-му році життя у місті Будапешт.

## Виступи за збірну
29 лютого 1956 року дебютував в офіційних матчах у складі національної збірної Угорщини в товариській грі проти Лівану (4:1). 
У складі збірної був учасником чемпіонату світу 1958 року у Швеції, чемпіонату світу 1962 року у Чилі, чемпіонату Європи 1964 року в Іспанії, на якому команда здобула бронзові нагороди, чемпіонату світу 1966 року в Англії.
Протягом кар'єри у національній команді, яка тривала 12 років, провів у формі головної команди країни 81 матч.

## Титули і досягнення
- Чемпіон Угорщини (3):

«Ференцварош»: 1962–1963, 1964, 1967
- Володар Кубка Угорщини (1):

«Ференцварош»: 1957-58
- Володар Кубка ярмарків (1):

«Ференцварош»: 1964–65